# Amjad Kalaf
Amjad Kalaf Mansour Al-Muntafiq (5 de outubro de 1991) é um futebolista profissional iraquiano que atua como atacante.

## Carreira
Amjad Kalaf representou a Seleção Iraquiana de Futebol na Copa da Ásia de 2015.